# Championnats d'Europe de beach-volley 2015
Navigation
Édition précédente Édition suivante
Les championnats d'Europe de beach-volley 2015, vingt-troisième édition des championnats d'Europe de beach-volley, ont lieu du 28 juillet au 2 août 2015 à Klagenfurt, en Autriche.
Ils sont remportés par les Lettons Aleksandrs Samoilovs et Jānis Šmēdiņš chez les hommes et par les Allemandes Laura Ludwig et Kira Walkenhorst chez les femmes.